# Вальтер фон Клинген
Ва́льтер фон Кли́нген (нем. Walther von Klingen; упом. 1240, Клингнау — 1 марта 1286, Базель) — швейцарский средневековый поэт периода позднего миннезанга.

## Биография
Вальтер был сыном Ульриха II, основателя швейцарского города Клингнау и представителя богатого и влиятельного рода Клинген. Разделив со своими двумя братьями отцовское наследство в 1250 — 1251 годах, Вальтер основал вместе с братом Ульрихом в 1252 году монастырь; затем в 1256 году уже один основал монастырь Клингенталь около Базеля, а в 1269 году — монастырь Сион в Клингнау. Он пользовался политическим влиянием и состоял в свите императора Рудольфа Габсбургского.

## Творчество
Лирические песни Вальтера фон Клингена отличаются изяществом формы; в них заметно влияние Готфрида фон Нейфена. В Манесском кодексе сохранилось 8 произведений миннезингера.